# Reducció de la jornada de treball

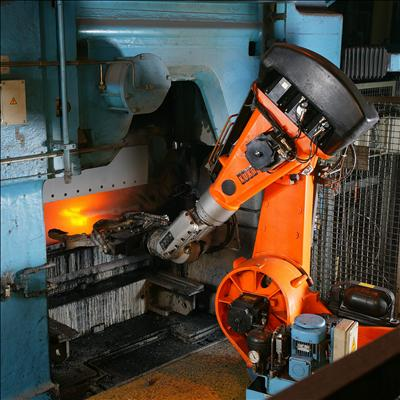
Procés d'automatització en la indústria de la fosa: Robot amb braç soldador.

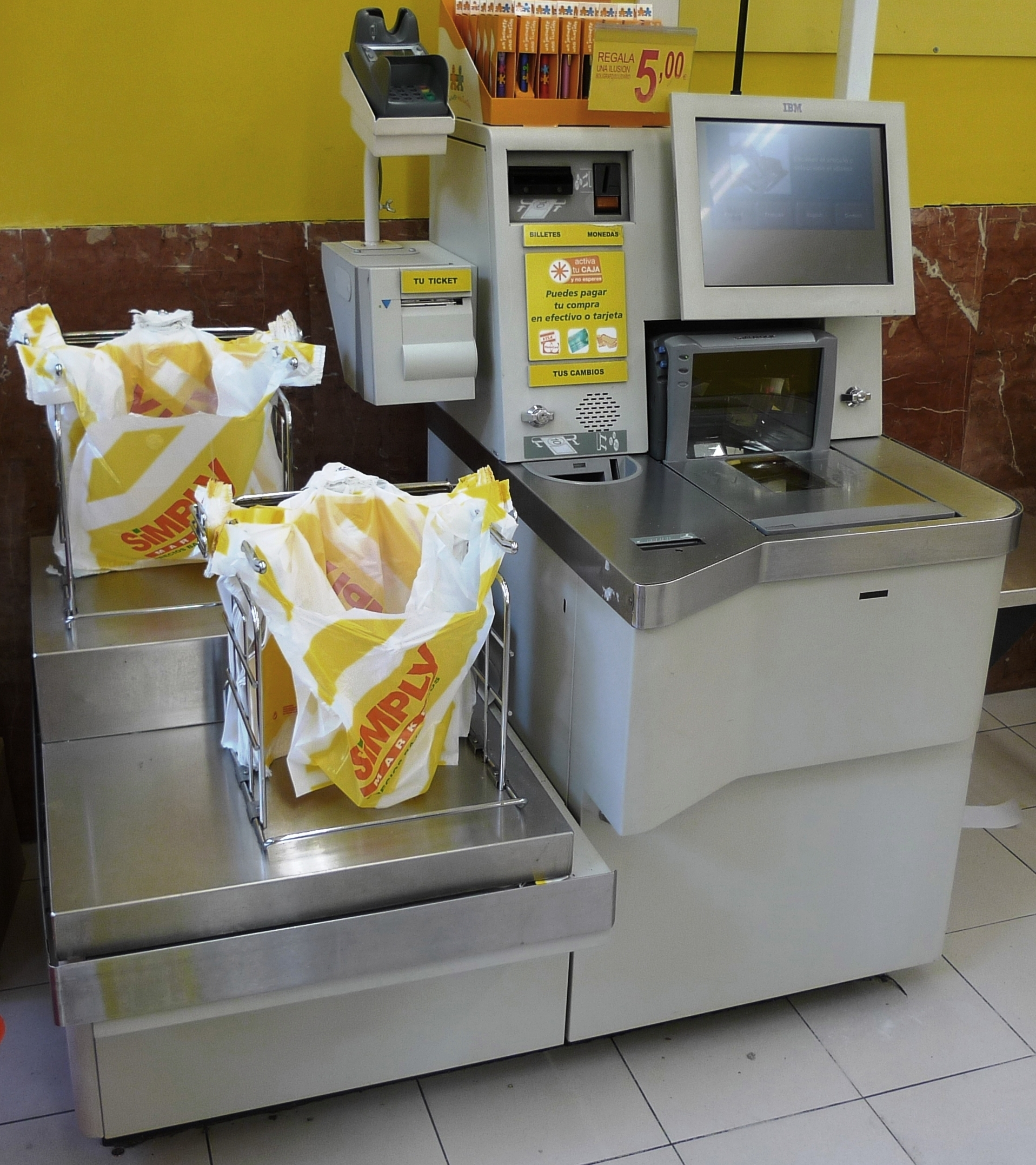
Caixa autoservei que integra tant al treballador -caixers i cobradors- com a les caixes registradores. En la fotografia una caixa automàtica en un supermercat Simply de Madrid. 2010. Molts processos realitzats habitualment per persones estan sent substituïts per terminals automàtiques que permeten a l'usuari o comprador realitzar operacions que abans exercien treballadors. Així ocorre en la banca electrònica, caixers automàtics, gasolineres autoservei, màquines expenedores -de bitllets de viatge, begudes, cafès, aliments, preservatius, fotografies, etc.-

Reducció de la jornada de treball, reducció de la jornada laboral o reducció del temps de treball -sovint assimilable al repartiment del treball o redistribució del treball-, en relació amb el treball assalariat, es refereix a la disminució de les hores de treball en la jornada laboral i la setmana laboral i, per extensió, en el còmput d'hores treballades mensual i anualment. Quan es redueixen els dies de treball a la setmana es parla de reducció de la setmana laboral.
La reducció de la jornada de treball, entesa com una forma de distribució de la renda, com un element de benestar social i també com reparteixo de l'escassetat de treball assalariat -a conseqüència de l'increment sostingut de la productivitat i de taxes insostenibles de desocupació- ha estat un dels èxits i demanda tradicional de l'esquerra política i el moviment obrer que es va materialitzar en la jornada de vuit hores i s'oposa a la flexibilització del mercat de treball -reducció de costos laborals com a única forma de futur creixement econòmic per repartir la riquesa mitjançant la creació de futur ocupació- proposta tradicional de la dreta política.

## Reducció de la jornada de treball conjuntural
Sovint el concepte de reducció de la jornada de treball es refereix a una situació conjuntural i, per tant, temporal, derivada dels drets del treballador, recollits en la legislació laboral dels diferents països o un conveni col·lectiu, davant circumstàncies sobrevingudes (lactància, cura de fills, cura de persones dependents i altres) o per acords establerts en la legislació o als convenis laborals relatius a l'ajust temporal de la demanda o a l'estacionalitat de la producció entre empresaris i treballadors amb l'objecte d'integrar l'estacionalitat, mantenir l'ocupació i evitar constants acomiadaments i contractacions de caràcter conjuntural.

## Reducció de la jornada de treball estructural

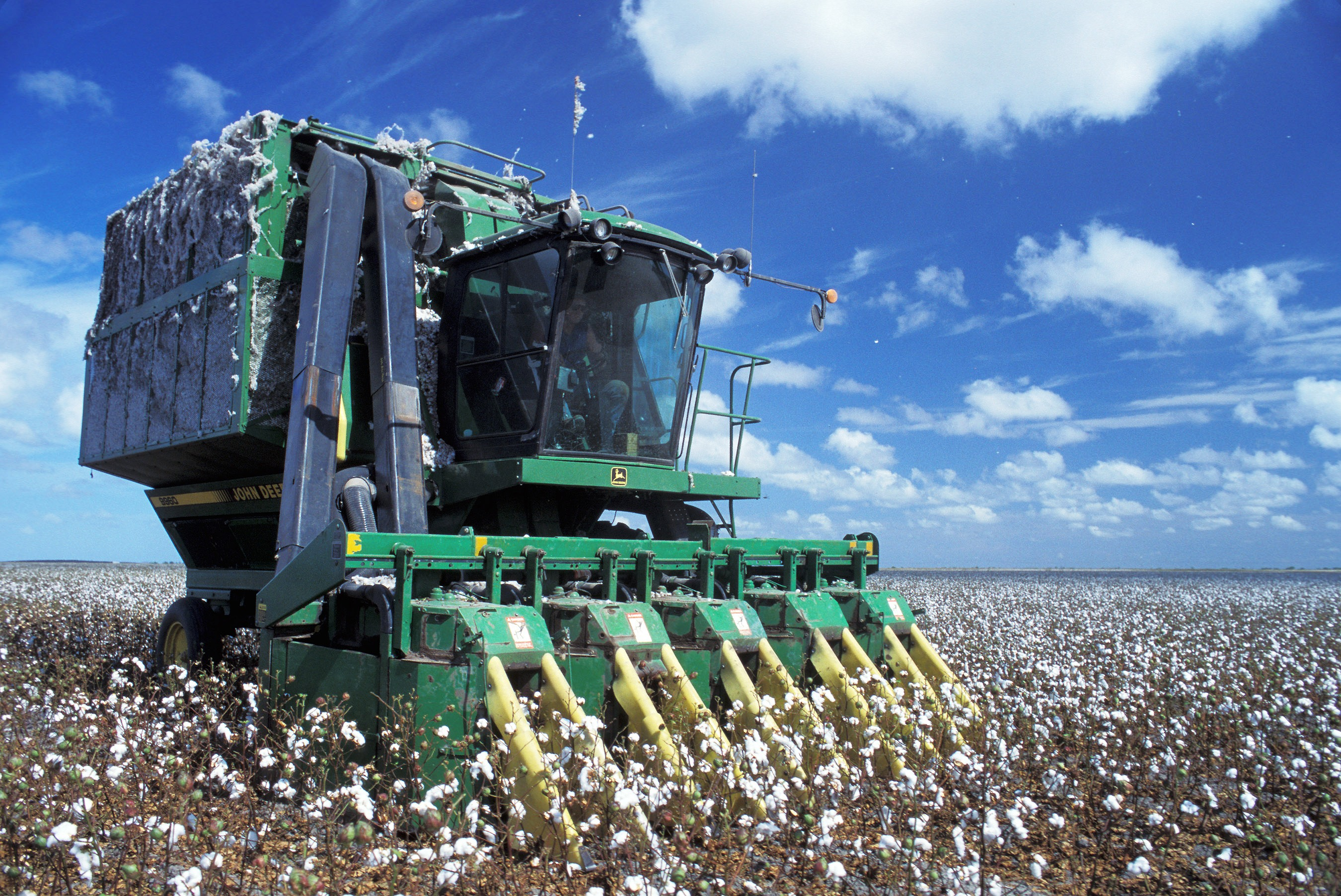
Recol·lectora de cotó John Deere. La mecanització al sector primari va produir una enorme pèrdua d'ocupacions durant el i el segle XX que, en part, van ser absorbits per la creixent indústria urbana. La denominada revolució verda, entre 1950 i 1984 va augmentar la producció agrícola i va reduir encara més el nombre de llocs de treball necessaris al sector primari.

El concepte de reducció de la jornada de treball o reducció de la jornada laboral de caràcter estructural es deriva de la interrelació de diversos factors, entre ells: l'augment de la productivitat, l'augment de la desocupació estructural, la millora de les condicions de treball i existència d'una classe mitjana àmplia que pugui consumir i que constitueix la clau d'una societat de consum.
Associat a l'augment de la productivitat es produeix un menor requeriment de temps de treball humà global i, per tant, una important disminució d'ocupacions en tots els sectors econòmics clàssics: primer va afectar el sector primari o agropecuari -revolució verda-; després al sector sector secundari o industrial i actualment està afectant al sector serveis per la generalització de la telemàtica i els processos d'informatització; de moment la desocupació no afecta de forma tan clara en el denominat tercer sector o economia social.
David Anisi assenyala en el seu llibre Creadors d'escassetat que ja Keynes en 1936 associava la gestió de la demanda (crisi de demanda - sobreproducció - subconsum) amb el manteniment de la plena ocupació i com la pressió demogràfica requeria augment de la demanda i augment de la producció pel manteniment de la plena ocupació. No obstant això no va saber veure que el problema de l'ocupació no sols estava associat a la demanda sinó també a l'augment de la productivitat que requeria inevitablement una disminució real del temps de treball si es volia mantenir la plena ocupació. Quan aquesta disminució del temps de treball no es produeix es genera una desocupació estructural sense solució que es converteix en desocupació cíclica indicador d'una crisi econòmica.

### Plena ocupació - L'edat daurada 1950-1973
Per a autors com Paul Krugman, Tony Judt, Angus Maddison, Vicenç Navarro i López i Josep Fontana entre d'altres, la denominada edat daurada de la plena ocupació, fonamentalment al món occidental desenvolupat, es localitza en el període aproximat de 1950 a 1973, des del final de la Segona Guerra Mundial fins a la crisi del petroli de 1973. La raó fonamental d'aquesta edat daurada de plena ocupació o gran convergència en la igualtat social i econòmica, va ser la prioritat política que es donà a la plena ocupació i la seva aplicació econòmica mitjançant el keynesianisme (Acords de Bretton Woods). Els tipus de canvis fixos, encara que no rígids, van facilitar els crèdits a escala internacional, les polítiques sindicals es van reforçar i van millorar les condicions econòmiques i la seguretat dels treballadors, es va produir un fort augment en el comerç mundial. La ruptura de la prioritat política de la plena ocupació ha donat lloc a una desigualtat d'ingressos, l'aparició de la desocupació estructural i cíclica que ha estat denominada com la gran divergència per l'economista Paul Krugman. La plena ocupació facilita la reivindicació, enfront del que Marx denominava Exèrcit industrial de reserva, de la reducció de la jornada de treball. Per altra part, la desocupació estructural podria també reduir-se amb un repartiment estructural del temps de treball.

## Factors de la reducció de la jornada de treball

### Augment de la productivitat i el creixement
La reducció de la jornada de treball es planteja en un context en el qual l'augment de la productivitat, associada al creixement econòmic però amb rendiments decreixents afecten a la consideració de l'ús de la mà d'obra.
Les causes de l'augment de la productivitat són conseqüència del desenvolupament de la tecnologia, de l'augment del capital físic i la millora del capital humà: mecanització, industrialització, implantació de tecnologies de la informació i la comunicació; de la millora en la gestió de recursos humans; de l'augment de la qualificació professional i la formació de treballadors així com de la implantació del sistema de gestió de la qualitat i la intensificació del capital que redueixen la necessitat de mà d'obra intensiva. Als països exportadors de matèries primeres, habitualment amb baixa productivitat, s'hi renuncia a la productivitat a canvi de més població; als països industrialitzats s'aconsegueix una alta productivitat amb escassa mà d'obra promovent institucionalment i individualment un major control de l'augment de la població.
Stiglitz reconeix que un augment en les hores treballades com a resultat del creixement demogràfic que no redundi en un augment de la productivitat impactarà en el nivell de vida a causa que la major renda no tindrà un valor real de consum per la menor quantitat de béns o serveis produïts, segons la fórmula (i de creixement de Producció = i d'augment d'hores treballades + i d'augment de productivitat). En aquest sentit, en un context de productivitat superior, per mantenir nivells de creixement de la producció total en valors d'equilibri, cal reduir la jornada, puix que resulta econòmicament innecessari sobrepassar aquests nivells de creixement estable, en concordança amb una tendència al desenvolupament sostenible, i en un context d'estancament demogràfic.
Autors com David Anisi, Guy Aznar, Alain Caillé, André Gorz, Jean-Lousi Laville, Jacques Robin, Roger Sue, Jeremy Rifkin, Carlos Gabetta, consideren que hi ha una crisi del sistema salarial tradicional a conseqüència del desenvolupament de la societat tecnològica actual que han dissociat el creixement econòmic de la creació d'ocupació fent fins i tot compatible que una disminució del treball assalariat es produeixi al costat d'una alta productivitat i creixement -al que actualment contribueix el taylorisme digital-. També han de considerar-se en aquest context els límits ecològics i productius de la Terra; en aquest sentit Donella Meadows ha assenyalat que els límits del creixement del planeta podrien produir un col·lapses socials i guerres climàtiques.

### Aparició d'una alta desocupació estructural
La productivitat, fruit dels processos de mecanització, automatització i infomartització, genera en tots els sectors un alt grau de desocupació estructural que es manté al llarg del temps i que no és absorbit ni pel tradicional sector serveis ni per les ocupacions creades amb l'aparició del tercer sector o economia social.
Les mesures habituals de flexibilització laboral no resolen el problema, ja que no solament es tracta d'una inadequació del mercat laboral a les demandes empresarials de capital humà sinó d'un menor requeriment de llocs de treball en el sistema productiu en general. És una desocupació estructural creixent a nivell global i que no respon a mesures econòmiques de cap mena.
Els plans de reducció de les hores de treball es consideren summament eficaços durant períodes de crisi, ja que redueixen el nombre d'acomiadaments. A Alemanya, per exemple, durant la crisi econòmica de 2008-2011, l'estabilitat de l'ocupació s'ha aconseguit en bona part gràcies als ajustos en les hores de treball gràcies al diàleg social i com una de les mesures per protegir tant l'ocupació com la productivitat i viabilitat de les empreses.

### Millora de les condicions de treball: distribució de la renda
La millora de les condicions de treball a conseqüència de les lluites socials del moviment obrer i el moviment sindical que, entre altres demandes, sempre han reivindicat una disminució del temps de treball com a manera de redistribuir els beneficis (creixement de la renda nacional) del creixement econòmic i la productivitat.

### Ampliació de la classe mitjana consumidora: distribució de la renda
Als Estats Units, en la dècada de 1920, es consolida el consumisme i es generalitza una classe mitjana moderna. L'ampliació del nombre de ciutadans d'aquesta classe mitjana va ser necessària en una societat amb alts índexs de producció que no trobava suficient demanda. Aquesta desitjada societat de consum que pogués absorbir una sobreproducció creixent requeria un augment de la població amb recursos, temps per a oci i expectativas personals positives per dinamitzar el consum i crear una forta demanda que permetés el creixement econòmic.
La classe mitjana comença a aparèixer al segle xviii amb la revolució industrial i es comença a consolidar a la fi del segle xix. La classe mitjana moderna als Estats Units apareix una fenomen de sobreproducció i alta desocupació després de la primera guerra mundial que va ser resolt amb la promoció del consumisme. La classe mitjana és classe predominant -a vegades majoritària- en societats desenvolupades.

## Treball - Historia i evolució del temps de treball

### Treball i jornada de treball en les societats preindustrials
Existeixen diversos estudis sobre societats caçadores-recol·lectores (Marshall Sahlins, Pierre Clastres) que indiquen que els aborígens australians de la Terra d'Arnhem i els boiximans del sud d'Àfrica amb prou feines dedicaven de 3 a 5 hores diàries a assegurar la seva subsistència. En societats més complexes i sobretot amb l'aparició de l'agricultura, comencen els intercanvis (veure Economia del do i Assaig sobre el do), i podrà parlar-se de labor i labors, que requeriran més o menys dedicació i intensitat però de cap manera, ni tan sols durant l'activitat gremial, pot parlar-se de jornada de treball amb el significat que actualment té.

### Evolució de la jornada de treball i la productivitat des de començaments de la societat industrial
| Any  | Població   | Població ocupada | Hores treballador any | Hores treballador semana | Hores treballador día | Productivitat hora de treball (dòlars 1990) | PIB per càpita (dòlars 1990) |
| ---- | ---------- | ---------------- | --------------------- | ------------------------ | --------------------- | ------------------------------------------- | ---------------------------- |
| 1785 | 12.681.000 | 4.915.000        | 3.000                 | 62                       | 11                    | 1,29                                        | 1.505                        |
| 1820 | 19.832.000 | 6.884.000        | 3.000                 | 62                       | 11                    | 1,69                                        | 1.756                        |
| 1870 | 29.312.000 | 12.285.000       | 2.984                 | 61                       | 10,9                  | 2,64                                        | 3.297                        |
| 1913 | 42.622.000 | 18.566.000       | 2.624                 | 53                       | 10                    | 4,40                                        | 5.032                        |
| 1950 | 50.363.000 | 22.400.000       | 1.958                 | 40                       | 8                     | 7,86                                        | 6.847                        |
| 2000 | 58.670.000 | 27.200.000       | 1.489                 | 30                       | 6                     | 28,71                                       | 19.817                       |

El concepte històric contemporani de jornada de treball va de la mà de la industrialització de la producció durant la revolució industrial i la conversió del treball humà en força de treball, com un factor de producció que passa a formar part d'una economia de mercat amb la teoria del valor-treball dels economistes clàssics (Adam Smith, David Ricardo, Karl Marx).
Robert Owen començà a partir de 1810 a difondre la reivindicació d'una jornada de vuit hores. El 1883 el pensador socialista Paul Lafargue publicava El dret a la mandra on considerava les màquines les salvadores de la humanitat, ja que redimirien l'home del treball penós i li atorgarien lleure i llibertat.
En la Taula 1 pot apreciar-se l'evolució de les hores de treball per any, setmana i dia per persona al Regne Unit des de 1785 a l'any 2000. En aquest país s'ha passat en uns 200 anys de 3.000 hores anuals a 1.489, pràcticament la meitat; d'igual manera ha descendit l'horari setmanal i diari, si bé amb l'advertiment que els dies anuals no treballats han anat augmentat i, alhora, disminuint els dies laborals setmanals, des de 6 dies, en alguns des de 7, fins a 5 els dies laborals. Pot apreciar-se un constant increment de la productivitat per hora treballada i PIB per capita i la seva explosió des dels anys 1950 fins als 2000 període en el qual s'ha quadruplicat i triplicat respectivament.

### Reducció de la setmana laboral

#### Setmana laboral de 7 a 5 dies
La setmana de labor tradicional i anterior a la revolució industrial era bàsicament de 6 dies, amb 1 de descans (divendres, dissabte o diumenge depenent de les diferents cultures i religions). Durant la revolució industrial a Gran Bretanya i altres països la setmana laboral aconsegueixo els 7 dies sense cap descans. Així ocorre actualment en nombrosos llocs del món on el treball a preu fet i la falta de drets fa que no existeixi pausa diària de treball.
El primer pas per a la reducció de la setmana de 6 dies va ser, als països occidentals, la implantació del cap de setmana anglès que unia la tarda del dissabte al diumenge (1 dia i mig de descans).
L'extensió d'una societat de consum que requereix temps per a les compres i la despesa en oci ha generalitzat en bona part i a tot el món la setmana laboral de 5 dies; de dilluns a divendres als països de tradició cristiana i jueva (cap de setmana el dissabte i diumenge); de diumenge a dijous en la majoria de països musulmans (cap de setmana el divendres i dissabte).

#### Setmana laboral de 4 dies
Una de les propostes per a la reducció del temps de treball és la implantació de la setmana laboral de 4 dies (ja sigui de dilluns a dijous; ampliant el descans al dimecres o a la carta -per a ocupador i empleat-) que exigiria tant canvis en la producció -redistribució setmanal de torns- com en la vida ordinària -entre altres, ajustos d'horaris escolars-. Els seus defensors creuen que suposa un avanç real en les millores laborals més palpable i clar que les escasses reduccions horàries repartides durant cada dia i que solen acompanyar-se de reducció de sou i no creen ocupació. A favor seu també s'argumenta la reducció del consum de combustible en disminuir els desplaçaments al treball. També, des de la gestió de recursos humans i parlant del treball flexible es parla de la setmana laboral de 4 dies i fins i tot 3 però amb un manteniment de l'horari laboral setmanal (en comptes de 8 hores diàries es treballarien 10).
Dins d'aquest debat, s'han anat produint diferents iniciatives aïllades, com és ara l'aprovació per part de la plantilla de l'empresa Desigual d'una prova pilot de jornada laboral de 4 dies, de moment per la plantilla de les oficines centrals de Barcelona, que va comptar amb una participació del 98% de més de 500 persones, passant de les 39,5 hores setmanals a les 34,5 amb una reducció salarial del 6,5%. Tanmateix, sindicats com UGT hi van posar pegues i no van descartar la impugnació.

## Taylorisme digital en la societat postindustrial
Per a autors com Enric Sanchis Peris en l'essència del capitalisme està la generació de desigualtats socials que foren mitigades moderadament durant l'etapa fordista -pacte keynesià posterior a la segona guerra mundial- però que van començar a desbocar-se des de la dècada de 1980 i que no han parat de créixer. Aquestes desigualtats són cada vegada més grans i fragmenten la societat deixant una elit molt rica, una part de la població treballant cada vegada en pitjors condicions i una altra en la més absoluta pobresa.
En el taylorisme digital s'aprecien dos processos units: la reducció del treball per la informatització i digitalització de processos al costat de la deslocalització i abaratiment del treball.
Els autors Brown, Lauder i Asthton anomenen taylorisme digital a l'organització global del treball de coneixement propi de la revolució informàtica o tercera revolució industrial que, és sotmès al mateix procés de gestió d'organització científica que en el seu moment van sofrir els denominats treballs artesanals -taylorisme-.
El taylorisme digital sotmet les tasques, fins fa poc considerades no mecanitzables -de caràcter creatiu, intel·lectual-, pròpies de les classes mitjanes i molts professionals, a la mateixa destinació que les artesanals. Aquestes tasques són codificades i digitalitzades aconseguint que la capacitat humana de decisió i judici pugui ser substituïda per programes informàtics amb protocols de decisió establerts. A més, per la seva facilitat de deslocalització i mobilitat tècnica dels processos -pròpia de les connexions globals informatitzades- les ocupacions són fàcils d'exportar, canviar i substituir.
Són els països desenvolupats els que més van a patir el taylorisme digital, ja que les tasques informatitzables augmenten dia a dia i és als països en desenvolupament i subdesenvolupats on es troben salaris cada vegada més baixos.